# Drzymy
Drzymy (Bucconidae) – rodzina ptaków z rzędu dzięciołowych (Piciformes).

## Zasięg występowania
Rodzina obejmuje gatunki zamieszkujące tropikalne lasy i sawanny. Występują w Ameryce Środkowej i Południowej – od Meksyku po Paragwaj i północną Argentynę.

## Charakterystyka
Ptaki te charakteryzują się następującymi cechami:
- długość ciała 13–30 cm[4][5]
- masa ciała 30–90 g
- duża głowa z silnym prostym dziobem o haczykowatym zakończeniu
- krępe ciało z krótkimi, zaokrąglonymi skrzydłami i długimi nogami
- upierzenie czarne, szare lub brązowawe często z plamkami i kreskami, spód ciała jaśniejszy
- nadrzewny tryb życia
- żywią się owadami chwytanymi w locie
- gniazdują w norach (czasem wykopanych nawet w płaskim podłożu[4]), dziuplach lub wnękach kopców nadrzewnych termitów
- składają 2–3 jaja.

## Systematyka
Do rodziny należą następujące rodzaje i gatunki:
- Notharchus Cabanis & F. Heine Sr., 1863
- Bucco Brisson, 1760
- Nystalus Cabanis & F. Heine Sr., 1863
- Hypnelus Cabanis & F. Heine Sr., 1863 – jedynym przedstawicielem jest Hypnelus ruficollis (Wagler, 1829) – drzym przepasany
- Malacoptila G.R. Gray, 1841
- Micromonacha P.L. Sclater, 1881 – jedynym przedstawicielem jest Micromonacha lanceolata (Deville, 1849) – drzym mały
- Nonnula P.L. Sclater, 1854
- Hapaloptila P.L. Sclater, 1881 – jedynym przedstawicielem jest Hapaloptila castanea (J. Verreaux, 1866) – drzym białolicy
- Monasa Vieillot, 1816
- Chelidoptera Gould, 1837 – jedynym przedstawicielem jest Chelidoptera tenebrosa (Pallas, 1782) – drzym jaskółczy